# Scambus similis
Scambus similis là một loài tò vò trong họ Ichneumonidae.